# Industrializare forțată
Industrializarea forțată reprezintă ritmul ridicat de creștere industrială impus de politica unor țări comuniste, în favoarea unor ramuri industriale (industria constructoare de mașini, siderurgică, chimică) și în defavoarea producției bunurilor de consum.
Modelul a fost preluat de la cel creat de Stalin la începutul anilor '30, care a imitat revoluția industrială din Occident declanșată la sfârșitul secolului al XVIII-lea.
Baza teoretică a constat în concepția lui Marx conform căreia un adevărat proletariat trebuie să aparțină unei economii puternic industrializate, concepție care nu făcea nicio referire la țărănime.

## Legături extern
- ro  Contradicțiile industrializării